# Skalná (horní zámek)
Horní zámek Skalná je označení tvrze ve městě Skalná, stojící v areálu bývalého poplužního dvora.

## Historie
V roce 1531 odkoupil od Alberta Šlika panství Volf z Viršperka a v roce 1541 došlo k jeho rozdělení na horní a dolní část. Zatímco v dolní části zůstalo panské sídlo na hradě Vildštejn, v horní části žádné nebylo. Proto došlo v areálu nového poplužního dvora k vybudování renesanční tvrze. V roce 1596 panství odkoupil Zikmund Abraham z Trautenbergu a v držení rodu zůstalo do roku 1799, kdy jej zakoupil Jiří Jan Wilhelm. V té době však tvrz již jako šlechtické sídlo nesloužila, neboť ji v roce 1763 nahradil nedaleko vystavěný dolní zámek. Tvrz následně sloužila k hospodářským účelům. Posledními majiteli byli Geippelové, kterým byla v roce 1945 zkonfiskována a převedena do správy státního statku. Dnes je budova v havarijním stavu a bez zájmu majitele spěje ke svému konci.